# TripAdvisor
Tripadvisor is een internationale website, waarop deelnemers hun beoordelingen en foto's kunnen toevoegen van steden en bezienswaardigheden. Er staan meer dan 320 miljoen beoordelingen online.
Onderdeel van de Tripadvisor zijn de Travelers Choice Awards voor de bestemmingen. 